# Cheiloplecton
Cheiloplecton, monotipski rod papratnjača iz potporodice Cheilanthoideae, dio porodice bujadovki (Pteridaceae). Jedina vrsta je C. rigidum iz Meksika, Gvatemale, Salvadora i Hondurasa
Postoji jedan varijetet.

## Podvrste
- Cheiloplecton rigidum var. lanceolatum C.C.Hall ex Mickel & Beitel; Guerrero, Jalisco, Oaxaca, Puebla, San Luis Potosí, Sinaloa.